# Sphyrapidae
Sphyrapidae är en familj av kräftdjur som beskrevs av Modest Gutu 1980. Enligt Catalogue of Life ingår Sphyrapidae i överfamiljen Apseudoidea, ordningen tanaider, klassen storkräftor, fylumet leddjur och riket djur, men enligt Dyntaxa är tillhörigheten istället ordningen tanaider, klassen storkräftor, fylumet leddjur och riket djur. Enligt Catalogue of Life omfattar familjen Sphyrapidae 11 arter. 
Kladogram enligt Catalogue of Life och Dyntaxa:
| Sphyrapidae | \| \| Francapseudes \| \| \| \| \| \| Kudinopasternakia \| \| \| \| \| \| Pseudosphyrapus \| \| \| \| \| \| Sphyrapus \| \| \| \| |
|             | \| \| Francapseudes \| \| \| \| \| \| Kudinopasternakia \| \| \| \| \| \| Pseudosphyrapus \| \| \| \| \| \| Sphyrapus \| \| \| \| |
|             | Apseudellidae |
|             | |
|             | Apseudidae |
|             | |
|             | Gigantapseudidae |
|             | |
|             | Kalliapseudidae |
|             | |
|             | Metapseudidae |
|             | |
|             | Pagurapseudidae |
|             | |
|             | Parapseudidae |
|             | |
|             | Tanzanapseudidae |
|             | |
|             | Whiteleggiidae |
|             | |
|             | Francapseudes |
|             | |
|             | Kudinopasternakia |
|             | |
|             | Pseudosphyrapus |
|             | |
|             | Sphyrapus |
|             | |

|  | Francapseudes     |
|  |                   |
|  | Kudinopasternakia |
|  |                   |
|  | Pseudosphyrapus   |
|  |                   |
|  | Sphyrapus         |
|  |                   |